# Нощувка на малък корморан – Пловдив
Нощувка на малък корморан – Пловдив е защитена местност в землищата на Пловдив и селата Костиево и Оризари, област Пловдив. Обхваща площ от 82,09 хектара.
Защитената местност е обявена на 5 септември 2006 г. с цел опазване местообитание, място за почивка и струпване по време на миграция на малък корморан (Phalacrocorax pygmaeus)
В защитената местност се забранява:
- изсичане и опожаряване на дървета;
- добив на пясък и други инертни материали, с изключение на добив съгласно издадените до влизането на тази заповед в сила разрешителни от Басейнова дирекция за управление на водите – Източно-Беломорски район, Пловдив;
- ловуване;
- строителство, с изключение на хидротехнически съоръжения за осигуряване проводимостта на реката, инфраструктурни съоръжения с национално значение, както и ремонт и поддръжка на съществуващата инфраструктура.[1]

Територията на защитената местност попада в защитената зона от Натура 2000 по директивата за птиците Марица Пловдив.